# Hnúšťa
Hnúšťa es un municipio del distrito de Rimavská Sobota en la región de Banská Bystrica, Eslovaquia, con una población estimada a final del año 2024 de 6436 habitantes.
Se encuentra ubicado al este de la región, en la cuenca hidrográfica del río Sajó —un afluente derecho del río Tisza— y cerca de la frontera con la región de Košice y con Hungría.

## Demografía
| Año        | 1994 | 2004    | 2014    | 2024     |
| ---------- | ---- | ------- | ------- | -------- |
| Población  | 7455 | 7558    | 7676    | 6436     |
| Diferencia |      | +1,38 % | +1,56 % | −16,15 % |

| Año        | 2023 | 2024    |
| ---------- | ---- | ------- |
| Población  | 6504 | 6436    |
| Diferencia |      | −1,04 % |